# ماسحو الأحذية (فلم)
ماسحو الأحذية (بالإيطالية: Sciuscià) هو فيلم أبيض وأسود درامي إيطالي انتج عام 1946 من إخراج فيتوريو دي سيكا. يُنظر إلى الفيلم على أنه أول تحفة فنية، يتناول الفيلم قضايا تتعلق بالأطفال والحياة الصعبة التي يضطرون إلى عيشها من أجل البقاء على قيد الحياة في إيطاليا المتدهورة والفقيرة ما بعد الحرب العالمية الثانية. حيث يحاول طفلين يعملان في تلميع الأحذية في روما بعد الحرب العالمية الثانية لتوفير المال لشراء حصان، ولكن تورطهما في عملية سطو كضحية لإحدى الجرائم يوقعهما في سجن الأحداث.
تم تضمين الفيلم في عام 2008 في قائمة وزارة التراث الثقافي الإيطالية 100 فيلم إيطالي يجب إنقاذها، وهي قائمة تضم 100 فيلم "غيرت الذاكرة الجماعية للبلاد بين عامي 1942 و1978". أصبح ماسحو الأحذية أول فيلم يفوز بجائزة الأوسكار لأفضل فيلم روائي أجنبي في حفل توزيع جوائز الأوسكار العشرين عام 1947.
لفظة (Sciuscià) هو مصطلح في اللغة النابولية، غير مستخدم حالياً والتي اشتُقت من الكلمة الإنجليزية (بالإنجليزية: shoeshine) "تلميع الأحذية" وكانت تستخدم للإشارة إلى عمال تلميع الأحذية في الشوارع (ولكن ليس صانعي الأحذية المحترفين).

## مخلص الفيلم
يحكي الفيلم قصة صديقان، جوزيبي فيليبوتشي وباسكوالي ماجي، يجربان ركوب الخيل. يدخران المال لشراء حصان، مع أنهما لا يعيشان إلا على دخلهما من تلميع الأحذية في شوارع روما.
في أحد الأيام، يزور أتيليو، شقيق جوزيبي الأكبر، الصبيين ويخبرهما أن بانزا لديه بعض الأعمال لهما. يصطحب باسكوالي جوزيبي لمقابلة بانزا، التي تعطيهما بطانيتين لبيعهما. يأخذ جوزيبي وباسكوالي البطانيتين إلى عراف يشتريهما، بعد البيع يقتحم بانزا وأتيليو ورجل آخر منزل العراف متنكرين في زي رجال شرطة. يتهمون العراف بالتعامل في مسروقات، وعندما يجدون جوزيبي وباسكوالي، يطردونهما ويتظاهرون باحتجازهما. يطلب أتيليو من الأولاد الابتعاد والصمت، تاركًا لهم المال (2800 ليرة) بالإضافة إلى 3000 ليرة إضافية. بهذا المال، يكفي الأولاد أخيرًا لشراء حصان.
بعد شراء حصانهم وركوبه، يعود الأولاد إلى المدينة. هناك تأخذهم الشرطة برفقة العرافة إلى مركز الشرطة للاستجواب. تتهم الشرطة الأولاد بسرقة 700 ألف ليرة من منزل العرافة، والتي من الواضح أن بانزا وأتيليو متنكرين في زي رجال الشرطة سرقاها، ينكر الأولاد جميع التهم، ولا يذكرون معرفتهم بالمحتالين الثلاثة الحقيقيين. يُرسل جوزيبي وباسكوالي إلى مركز احتجاز الأحداث، عند وصولهما يُفصل جوزيبي وباسكوالي.
يرسل المحتالون إلى جوزيبي طردًا مليئًا بالطعام، فيتقاسمه مع زملائه السجناء في زنزانته. يجد نزيل آخر أركانجيلي، رسالة في قطعة خبز يتقاسمها جوزيبي. الرسالة من رئيس أتيليو، تأمره بعدم فضح شقيقه ورفاقه بشأن الاحتيال. يُبلغ جوزيبي باسكوالي؛ ويتفقان على عدم كشف الحقيقة.
لاحقًا، يُستدعى الصبيان إلى مكتب قائد الشرطة للاستجواب. يُهددهم قائد الشرطة، مُحبطًا بالضرب لانتزاع المعلومات منهم. يأخذ شرطي آخر جوزيبي إلى غرفة جانبية لضربه. يُعاد جوزيبي إلى زنزانته، مُختبئًا عن أنظار باسكوالي، لكنه لا يُضرب بدلًا من ذلك، يضرب شرطي كيس رمل بحزام، بينما يتظاهر طفل آخر بأنه جوزيبي ويصرخ من الألم. يكشف باسكوالي ليوقف ما يعتقد أنه ضرب صديقه، ويخبر اسمي بانزا وأتيليو لقائد الشرطة.
يكتشف جوزيبي أن باسكوالي خان أخاه، فيواجهه أمام بقية السجناء.
وُضع ملف في زنزانة باسكوالي، وجُلِد باسكوالي. في جلسة الاستماع الرسمية، حُكم على جوزيبي وباسكوالي بالسجن لمدة عام وسنتين على التوالي. التزم جوزيبي بخطة هروب أركانجيلي. وبينما كان يُعرض فيلم في السجن هربا.
أخبر باسكوالي قائد الشرطة بمكان جوزيبي وأركانجيلي وقادهما إلى مكان الحصان، لكنهما هربا على ظهره. ركض باسكوالي ليجد جوزيبي وأركانجيلي يمتطيان حصانهما عبر جسر. ترجلا، وهرب أركانجيلي، لكن جوزيبي بقي. خلع باسكوالي حزامه وبدأ بجلد جوزيبي. سقط جوزيبي من الجسر وارتطم رأسه بالصخور في الأسفل، ويبدو أنه قُتل. يبكي باسكوالي على جثة صديقه الساقط عندما تصل الشرطة ويبتعد الحصان.

## طاقم التمثيل
- فرانكو إنترليني بدور باسكوال ماجي
- رينالدو سموردوني في دور جوزيبي فيليبوتشي
- أنيلو ميلي في دور رافاييل
- برونو أورتينزي في دور أركانجيلي
- إميليو سيجولي بدور ستافيرا
- ماريا كامبي بدور عازف الكف (غير معتمد)

## روابط خارجية
- ماسحو الأحذية  في قاعدة بيانات الأفلام على الإنترنت (بالإنجليزية)
- Shoeshine في روتن توميتوز.
- An essay by Bert Cardullo on Shoeshine نسخة محفوظة 17 أغسطس 2013 على موقع واي باك مشين.